# 黄風大王
黄風大王（こうふうだいおう）は、中国の伝奇小説『西遊記』に登場する妖仙。黄風怪（こうふうかい）とも。
その正体は霊山で得度した茶色毛の貂鼠（テン）で、瑠璃の皿に入った油を盗んだら灯明が暗くなったため金剛力士に捕まるのを恐れて逃げたもの。黄風（俗には黄砂の強風）を起こす三昧神風を得意とする。
八百里黄風嶺という山にある黄風嶺黄風洞（こうふうれいこうふうどう）に棲んでいた。
三蔵法師を黄風大王の手下である虎先鋒（こせんぽう）にさらわれ、虎先鋒は猪八戒が倒したものの、黄風大王の黄風に眼を痛めた孫悟空は、目薬を守護の神からもらった後、李長庚（太白金星）から黄風大王の風に対抗できるのは南二千里先の小須弥山の禅院にいる霊吉菩薩（れいきつぼさつ）だけだと知らされると、菩薩の元に行き助けを頼んだ。霊吉菩薩は釈迦如来から授かった定風丹と飛龍寳杖のうち、飛龍寳杖を投げると八爪金龍があらわれ黄風大王を捕らえる。霊吉菩薩は正体を現した黄風大王がかつて暮らしていた霊山へと連れていった。